# Мамертинци
Мамертинци су били најамници италијанскога порекла, које је најпре унајмио краљ Сиракузе Агатокле. Након Агатоклове смрти 289. п. н. е. остало је много незапослених најамника на целој Сицилији. Мамертинци су 288. п. н. е. заузели Месану, а њено становништво су побили или истерали. Месану су користили као базу за пиратске нападе и базу за пљачкашке походе на оближња насеља на Сицилији. Због пљачкања избио је 265. п. н. е. рат Мамертинаца и Сиракузе. Мамертинци су губили рат, па су затражили помоћ Рима. Када се Рим укључио у рат на страни Мамертинаца Картагина се укључила као савезник Сиракузе, па је локални сукоб прерастао у Први пунски рат.

## Заузимање Месене
Мала група најамника ушла је у грчку насеобину Месану (данашња Месина). Месана је била стратешки значајна јер је заједно са Регијем на другој страни контролисала стратешки важан Месински мореуз, тј теснац између Сицилије и Италије. Становници Месане су угостили најамнике ништа не сумњајући. Након неког времена најамници су почели да планирају да заузму град. Једне ноћи најамници су изненадили своје домаћине, побили већину становништва и заузели град за себе. Преживеле становнике Месане истерали су из града, а имовину и жене су задржали за себе. Након освајања Месане 288. п. н. е. себе су назвали Мамертинци по осканском богу рата Мамеру (идентичан богу Марсу).

## Владање над североисточном Сицилијом
Мамертинци су држали Месану преко 20 година. Град је претворен у пиратску базу, одакле су кретали у нападе и пљачке. Пљачкали су и оближња сицилијанска насеља. Заробљавали су неопрезне трговачке бродове, а плен су носили у своју базу. Заробљавали су и људе тражећи за њих откуп. У то доба ковали су и свој новац, на коме су биле слике њихових богова. Постали су богати и моћни и почели су да путују и дубље, чак до Геле. Мамертинци су многима наметнули плаћање данка као заштите од пљачке.

## Пир од Епира интервенише на Сицилији
Народ Сиракузе је 278. п. н. е. тражио помоћ од Пира од Епира. Пир је ратовао против Картагињана, а Мамертинци су били њихови савезници. Пир од Епира је победио Мамертинце и уништио им је много упоришта, али није намеравао да им заузме град. Уместо тога сукобљавао се више са Картагињанима на западу Сицилије. Након некога времена Пира су почели да напуштају савезници, па је напустио Сицилију.

## Хијерон II од Сиракузе побеђује Мамертинце
Међутим њихове активности и пљачке нису прошле неопажене. Сиракушки насељеници су се жалили. Хијерон II од Сиракузе окупио је војску са којом је намеравао да ослободи Сицилију пљачкаша. Хијеронова грађанска војска наишла је на Мамертинце када су се они приближавали Сиракузи. Хијерон је напред послао најпре своје недисциплиноване најамнике и дозволио да их Мамертинци побију. Ослободивши се оних којима није веровао Хијерон се вратио у Сиракузу, где је почео да тренира своју грађанску војску. Када је увежбао војску кренуо је у нови обрачун са Мамертинцима. Сукобио се с њима на реци Лонган у низији Миле и лако их је победио. Било је то између 269. п. н. е. и 265. п. н. е. Мамертинци нису били навикли на велике одлучне битке, а били су и несмотрени након победе над Хијероновим најамницима. Хијерон II од Сиракузе је у бици заробио вође Мамертинаца, а остали Мамертинци су побегли у Месану.

## Картагињански гарнизон спашава Мамертинце
Хијерон је ограничио активности Мамертинаца, па су се они нашли у ужасној ситуацији. Хијерон II од Сиракузе је након победе у бици на Логану окупио војску са циљем да опседа Месану. Мамертинци су затражили помоћ од оближње картагињанске флоте, која се налазила на Еолским острвима. Картагињани су са својим гарнизоном ушли у Месану, па је Хијерон одустао од опсаде. Картагињани нису били спремни да допусте да Сиракузе контролише тако важан теснац, попут Месинскога. Сиракужани су се након тога повукли не желећи да се сукобе са Картагињанима.

Мамертинци се нису осећали лагодно под картагињанском заштитом и са картагињанским гарнизоном, пошто су Картагињани контролисали месенски мореуз. Међутим сами нису имали довољно снага да се изборе та независност, поготово када више нису имали подршку из Регија, који су Римљани очистили од побуњеника. Међу Мамертинцима једни су се залагали за склапање новога споразума са Картагином, којим би била гарантована њихова независност. Међутим превагу је однела страна, која се залагала да се потражи римска заштита, а да се од картагињанскога гарнизона тражи да напусте град. Мамертинци су након тога затражили заштиту Рима. Римљани најпре нису желели да помажу војницима, који су неправедно отели град од њихових становника, а поготово што је постаојао сличан случај са кампанијским најамницима, који су били отели Региј на другој страни месенскога теснаца. Ипак пошто нису желели да се картагињанска хегемонија рашири још даље по Сицилији и приближи Италији одлучили су да постану савезник Мамертинаца. Као одговор на тај римски потез Сиракуза је ступила у савез са Картагином. Пошто су у сукоб Мамертинаца и Сиракузе били увучени Рим и Картагина стекли су се услови за већи рат, па је тај мањи сукоб ескалирао у Први пунски рат. Након Првога пунскога рата Мамертинци су се изгубили из историје.